# Notorious BIG (film)
Pour les articles homonymes, voir Notorious.
Pour plus de détails, voir Fiche technique et Distribution.
Notorious BIG (Notorious) est un film de George Tillman Jr. sur le rappeur The Notorious B.I.G. sorti le 16 janvier 2009 aux États-Unis. Ce film biographique revient sur le destin hors-norme du rappeur de New York qui trouva la mort le 9 mars 1997.

## Synopsis
Christopher Wallace est un jeune de Brooklyn qui parvient à sortir du ghetto et devient la star montante du rap, The Notorious B.I.G..

## Fiche technique
- Titre : Notorious BIG
- Titre original : Notorious
- Réalisation : George Tillman Jr.
- Scénario : Reggie Rock Bythewood et Cheo Hodari Coker
- Directeur artistique : Laura Ballinger
- Décors : Jane Musky
- Photographie : Michael Grady
- Montage : Dirk Westervelt
- Musique : Danny Elfman
- Producteurs : Wayne Barrow, Edward Bates, Trish Hofmann, Mark Pitts, Robert Teitel, Voletta Wallace[1], George Paaswell (coprod.), Sean « Diddy » Combs
- Sociétés de production : Bystorm Films, Voletta Wallace Films, Bad Boy Records, Fox Searchlight Pictures
- Distribution : Fox Searchlight Pictures  États-Unis
- Pays d’origine : États-Unis
- Langue : anglais
- Genre : Biopic, drame
- Date de sortie : 24 juin 2009

## Distribution
- Jamal Woolard (VF : Asto Montcho) : Christopher Wallace, alias The Notorious B.I.G.
- Angela Bassett (VF : Annie Milon) : Voletta Wallace, sa mère
- Anthony Mackie (VF : Sidney Kotto) : Tupac Shakur
- Derek Luke (VF : Jean-Baptiste Anoumon) : Sean « Puffy » Combs
- Naturi Naughton : Lil' Kim
- Marc John Jefferies : Lil Cease
- Antonique Smith (VF : Géraldine Asselin) : Faith Evans
- Christopher Wallace Jr. : Christopher Wallace, jeune
- Sean Ringgold : Suge Knight
- Charles Malik Whitfield (VF : Frantz Confiac) : Wayne Barrow
- Edwin Freeman (VF : Frantz Confiac) : Mister Cee
- Ginger Kroll : Debbie

## Bande originale
Albums de The Notorious B.I.G.
Greatest Hits
(2007) The King & I
(2017)
La bande originale du film regroupe certains des plus grands succès de Biggie ainsi que des inédits tels Brooklyn Go Hard de Jay-Z et Santogold ou encore l'hommage de Jadakiss et Faith Evans (veuve de Biggie), Letter to B.I.G.. Elle contient également le thème du film composé par Danny Elfman ainsi que des démos inédites de Biggie. Faith Evans interprète également un morceau avec CJ, le fils du rappeur.
L'album s'est classé 1er au Top R&B/Hip-Hop Albums et au Top Soundtracks, 4e au Billboard 200.

### Liste des titres
| No  | Titre                                                                                         | Album d'origine                   | Durée |
| --- | --------------------------------------------------------------------------------------------- | --------------------------------- | ----- |
| 1.  | Notorious Thugs (featuring Bone Thugs-N-Harmony)                                              | Life After Death                  | 6:05  |
| 2.  | Hypnotize                                                                                     | Life After Death                  | 3:49  |
| 3.  | Notorious B.I.G.                                                                              | Born Again                        | 3:12  |
| 4.  | Juicy                                                                                         | Ready to Die                      | 5:01  |
| 5.  | Party and Bullshit                                                                            | Bande originale de Who's the Man? | 3:37  |
| 6.  | Warning                                                                                       | Ready to Die                      | 3:39  |
| 7.  | One More Chance (Remix) (featuring Faith Evans)                                               | Bad Boy's Greatest Hits Volume 1  | 4:28  |
| 8.  | Brooklyn Go Hard (Interprété par Jay-Z featuring Santigold)                                   | Inédit                            | 3:58  |
| 9.  | Letter to B.I.G. (Interprété par Jadakiss featuring Faith Evans)                              | Inédit                            | 4:00  |
| 10. | Kick in the Door                                                                              | Life After Death                  | 3:34  |
| 11. | What's Beef                                                                                   | Life After Death                  | 5:12  |
| 12. | The World Is Filled... (featuring Carl Thomas, Puff Daddy et Too $hort)                       | Life After Death                  | 4:55  |
| 13. | One More Chance / The Legacy Remix (featuring Christopher « CJ » Wallace, Jr. et Faith Evans) | Inédit                            | 4:30  |
| 14. | The Notorious Theme                                                                           | Inédit                            | 2:07  |
| 15. | Microphone Murderer (Demo)                                                                    | Inédit                            | 2:04  |
| 16. | Guaranteed Raw (Demo)                                                                         | Inédit                            | 3:41  |
| 17. | Love No Ho (Original Demo Version)                                                            | Inédit                            | 3:55  |

## Autour du film
- Notorious renvoie à une chanson très connue du rappeur, Notorious BIG. Elle reprend un sample du groupe anglais Duran Duran. On peut l'entendre à la fin de la bande-annonce.
- Notorious est également le titre original du film Les Enchaînés d'Alfred Hitchcock, sorti en 1946.
- Le film est produit par la mère de Biggie, Voletta Wallace, par son ami Sean « P. Diddy » Combs et par ses anciens managers Wayne Barrow et Mark Pitts.
- Antoine Fuqua devait à l'origine diriger le film.
- Beaucoup de jeunes acteurs et même rappeurs voulaient jouer « Biggie ». Ainsi, Beanie Sigel[7] ou encore Sean Kingston[8] ont auditionné pour le rôle.
- À noter que dans la version française du film, la dernière chanson du générique "Repris de justesse" est interprétée par Rohff.